# Haltere la Jocurile Olimpice de vară din 1992

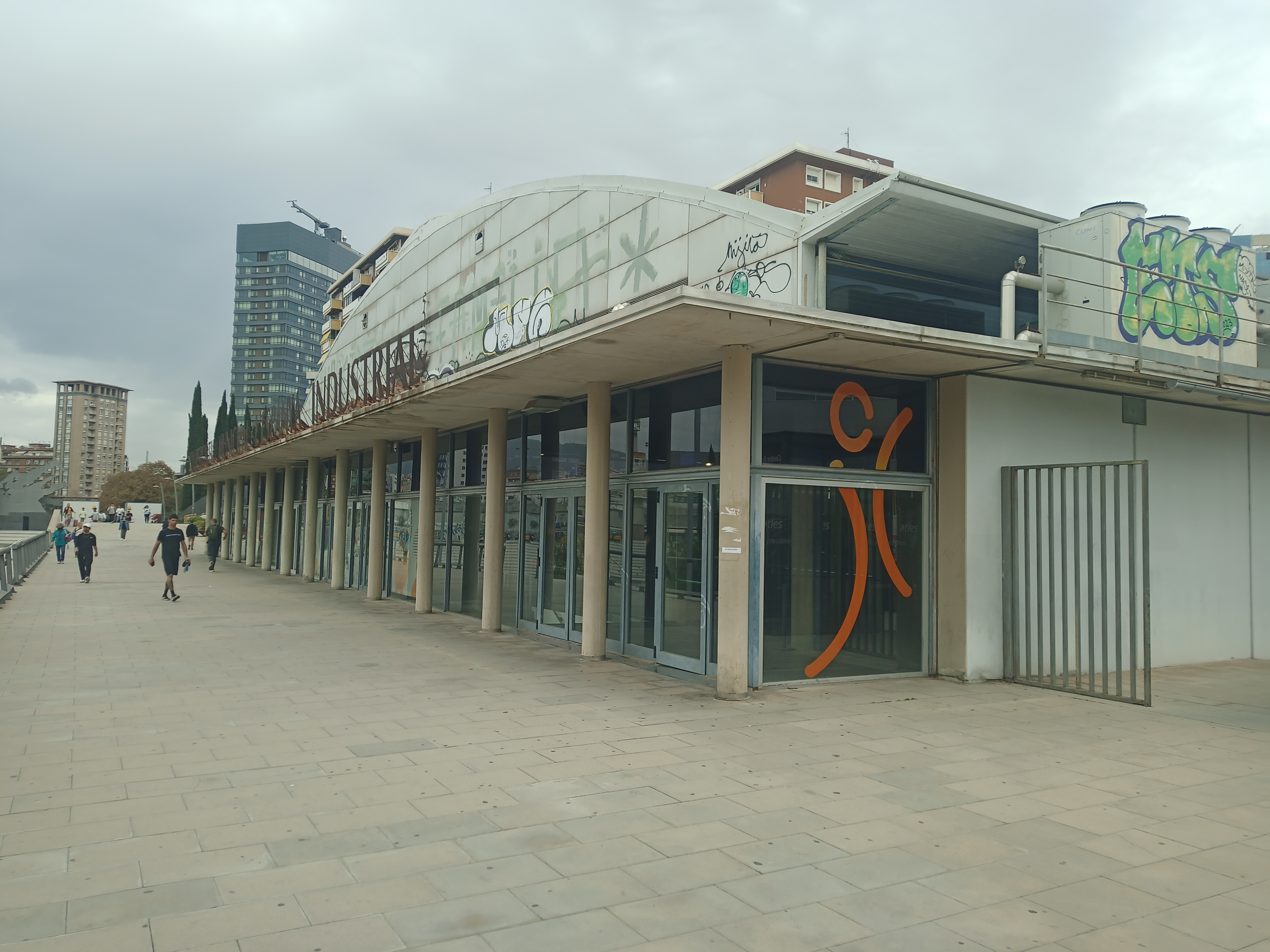
Sala

Probele sportive de haltere la Jocurile Olimpice de vară din 1992 au avut loc în perioada 26 iulie - 4 august 1992 și s-au desfășurat la Pabellón de la España Industrial.

## Rezultate
| Probă           | Aur                                    | Argint                              | Bronz                       |
| 52 kg Detalii   | Ivan Ivanov (BUL)                      | Lin Qisheng (CHN)                   | Traian Cihărean (ROU)       |
| 56 kg Detalii   | Chun Byung-Kwan (KOR)                  | Liu Shoubin (CHN)                   | Luo Jianming (CHN)          |
| 60 kg Detalii   | Naim Süleymanoğlu (TUR)                | Nikolai Peșalov (BUL)               | He Yingqiang (CHN)          |
| 67,5 kg Detalii | Israel Militosean (EUN) · ( Armenia)   | Ioto Iotov (BUL)                    | Andreas Behm (GER)          |
| 75 kg Detalii   | Tudor Casapu (EUN) · ( Moldova)        | Pablo Lara (CUB)                    | Kim Myong-nam (PRK)         |
| 82,5 kg Detalii | Pyrros Dimas (GRE)                     | Krzysztof Siemion (POL)             |                             |
| 90 kg Detalii   | Kakhi Kakhiashvili (EUN) · ( Georgia)  | Serghei Sârțov (EUN) · ( Russia)    | Sergiusz Wolczaniecki (POL) |
| 100 kg Detalii  | Viktor Tregubov (EUN) · ( Russia)      | Timur Taimazov (EUN) · ( Ukraine)   | Waldemar Malak (POL)        |
| 110 kg Detalii  | Ronny Weller (GER)                     | Artur Akoev (EUN) · ( Russia)       | Stefan Botev (BUL)          |
| +110 kg Detalii | Aleksandr Kurlovici (EUN) · ( Belarus) | Leonid Taranenko (EUN) · ( Belarus) | Manfred Nerlinger (GER)     |

## Clasament pe medalii
| Loc   | Țară             | Aur | Argint | Bronz | Total |
| ----- | ---------------- | --- | ------ | ----- | ----- |
| 1     | Echipa Unificată | 5   | 4      | –     | 9     |
| 2     | Bulgaria         | 1   | 2      | 1     | 4     |
| 3     | Germania         | 1   | –      | 2     | 3     |
| 4     | Coreea de Sud    | 1   | –      | –     | 1     |
| 4     | Grecia           | 1   | –      | –     | 1     |
| 4     | Turcia           | 1   | –      | –     | 1     |
| 7     | China            | –   | 2      | 2     | 4     |
| 8     | Polonia          | –   | 1      | 2     | 3     |
| 9     | Cuba             | –   | 1      | –     | 1     |
| 10    | Coreea de Nord   | –   | –      | 1     | 1     |
| 10    | România          | –   | –      | 1     | 1     |
| Total | Total            | 10  | 10     | 9     | 29    |